# Tang Gonghong
Dans ce nom chinois, le nom de famille, Tang, précède le nom personnel.
Pour les articles homonymes, voir Tang.
Tang Gonghong (en chinois simplifié : 唐功红 ; chinois traditionnel : 唐功紅 ; pinyin : Táng Gōnghóng), née à Yantai le 5 mars 1979, est une haltérophile chinoise en catégorie super lourds qui a notamment été sacrée championne olympique à Athènes en 2004.
Elle a à son palmarès deux titres de championne du monde en 1998 et 1999, toujours dans la catégorie des plus de 75 kg.